# Beicuo
Beicuo (kinesiska: 北厝) är en köping i sydöstra Kina. Den ligger på Pingtanön i Pingtan härad i provinshuvudstaden Fuzhou i provinsen Fujian, omkring 79 kilometer sydost om centrala Fuzhou. Antalet invånare är 21 915. Befolkningen består av 10 835 kvinnor och 11 080 män. Barn under 15 år utgör 17,0 %, vuxna 15-64 år 71 %, och äldre över 65 år 11,0 %.